# Gilloblennius abditus
Gilloblennius abditus är en fiskart som beskrevs av Hardy, 1986. Gilloblennius abditus ingår i släktet Gilloblennius och familjen Tripterygiidae. Inga underarter finns listade i Catalogue of Life.